# یوناس حسن خمیری
یوناس حسن خمیری (سوئدی: Jonas Hassen Khemiri؛ زادهٔ ۲۷ دسامبر ۱۹۷۸) نویسنده، رمان‌نویس و نمایشنامه‌نویس اهل سوئد است.
او بابت آثارش برندهٔ جوایز گوناگونی شده و یکی از مهمترین نویسندگان نسل خود محسوب می‌شود. آثار او به بیش از ۲۵ زبان دنیا ترجمه شده است. و برندهٔ جوایز گوناگونی از جمله جایزه مدیسی و جایزه اوبی شده است.